# Germain Pilon
Germain Pilon (París, 1537 - 3 de febrer del 1590) va ser un dels més destacats escultors i modelistes del renaixement francès. És el fill de l'escultor André Pilon originari dels afores de Le Mans.
De les seves obres destaca Les Tres Gràcies, obra que avui es troba al Museu del Louvre i que fou encomanada per Enric II de França. Fou l'escultor que millor expressà l'esperit de la Contrareforma a França.
A Barcelona a la plaça Reial es troba una còpia de les seves Tres Gràcies, un disseny de Louis-Tullius-Joachim Visconti, segons un projecte de l'arquitecte Francesc Daniel Molina.